# Фалернское вино

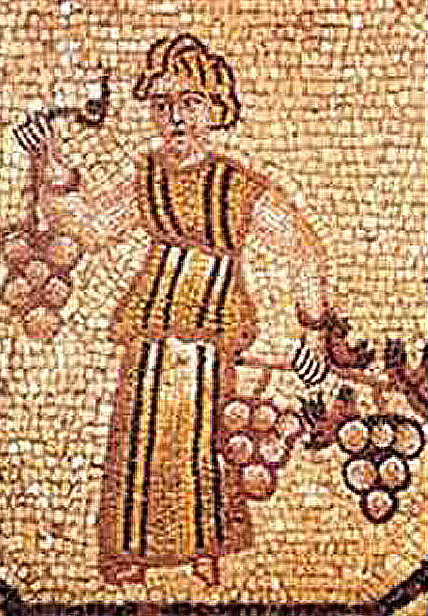
Сбор винограда для производства вина в Кампании (античная мозаика)

Фалернское вино — сорт вина, производившегося в Древнем Риме.
Фалернское вино происходило из северной Кампании, с области, пограничной с Лацием — известной как ager Falernus (лат. Фалернская земля) — у подошвы и на склонах горы Массико. Существовало в различных вариантах — от сладкого до сухого. В конце Римской республики и I веке нашей эры фалернское вино янтарного цвета считалось одним из самых благородных и лучших сортов — особенно если оно было выдержано в погребе около 15 лет (зачастую срок хранения составлял и более длительный период). Позднее качество этого вина ухудшилось, так как виноделы, из-за высокого спроса, стали уделять больше внимания количеству, а не качеству напитка. Фалернское вино стоило, согласно надписям из Помпей, примерно в 4 раза дороже «обычного вина» — 4 асса[прояснить].
Это вино получило высокую оценку в произведениях Горация и Марциала, трудах медика Галена и многих других античных авторов. У Силия приведен этиологический миф о поселянине Массикской горы по имени Фалерн, которого посетил Вакх (Бахус), и в награду за радушие и гостеприимство подарил ему виноградную лозу. Упоминается также в стихотворении Катулла, переведенном А. С. Пушкиным («Пьяной горечью Фалерна…») и романе «Мастер и Маргарита» М. А. Булгакова.